# 予言
予言（よげん、英: prediction）とは、ある物事についてその実現に先立ち「あらかじめ言明すること」である。予言を行う者を予言者（よげんしゃ）と呼ぶ。
神秘的現象としての「予言」は、その中でも合理的には説明することのできない推論の方法によって未来の事象を語ることを指し、占星術やチャネリングと同じく疑似科学の領域の話題として扱われることが多い。未来の事象を扱う場合でも、自然科学や社会科学のモデルに則り合理的な説明が可能なものは、神秘的な意味での予言とは扱われない。例として物体の運動、天気予報、統計による人口推計などが挙げられる。
本項では主に神秘的現象としての予言を取り扱い、対比として科学の領域において比喩的に「予言」の語を充てる例も取り上げる。

## 概要

### 予言と預言
漢語としての「預言」と「予言」は本来同義である。一方、啓示宗教における預言と予言・予測は本来的に異なる概念である。しかしながら、預言や神託には未来を語ったものも含まれており、その部分は予言でもある。預言者#預言と予言も参照のこと。また日本語での「預言」と「予言」の用字については預言者#日本語の訳語の問題を参照。

### 予言の生成
予言は、予言者が未来の事象に関して著述あるいは口述することにより生成される。その過程は予言者の意識活動による想起である。この点において予言は他の一般的な題材に対する創作活動と変わるところはない。しかし未来の事象を予測するのにその推論過程に関して合理的な説明がなく、専ら予言者の想起に拠っているにもかかわらず、その内容の当否を議論しようとするところに創作活動としての予言の特殊性がある。
予言には純粋に予言者の想起に拠るものの他に、何らかの道具あるいは情報を補助的に用いる占術の形態を採るものもある。これら占いによるものも具体的な事象への適用については占い師の予言想起の過程を経て生成されるものであり、合理的な説明を伴わないという点では広義の予言に含められる。

### 予言の的中
予言の的中を示すには、合理的には予測されない事象について、何が起こるかという事象の内容を事前に明確に記録していることが十分条件となる。前記の十分条件を満たしていると広く認められている資料は、2012年までには確認されていない。
予言と称されるものでしばしば見られる事例として、
- 事前に残された抽象的な言葉（予言）を、事後に事実に合わせて解釈をすること
- 多く語った中で数例的中したといった偶発的な的中

を予言の的中あるいは成就とするものがあるが、認知心理学などではこれらは予言の的中とはみなされない。また、予言の的中をもって予言者の特異な能力の発露、あるいは超常的な情報伝達が行われた証拠とされることもあるが、的中したという事象からそれが偶然によるものか事前に予見されたものかを判別する方法は存在しない。
古典力学の世界観の元では、この世のあらゆる物体の位置とその運動を把握できれば、未来永劫にわたる事象の予測が可能である。これによって未来を見渡せる存在をラプラスの悪魔という。しかし不確定性原理のもとではこれは不可能であるとみなされるようになった。バタフライ効果が知られてからは、非線形力学系では系の従う方程式と初期値を定めることが可能であったとしても、微小な初期値の差異が拡大再生成されて、系の確定的な未来の状態を精度よく予測することは困難であるとされている。また不可知論では予言という概念を認めていない。
これらの点をまとめると
- 予言とされる供述内容が、未来の事象を明確に特定するには不十分である。
- 予言による未来の事象を推論する方法に合理的説明がない。
  - さらに一般に予言で扱われるような、人間が関わる事件を合理的に説明する方法は、相当に困難（事実上不可能）と思われること。

と言え、予言は疑似科学として扱うことが妥当であると一般的に認識されている。

### 予言と大予言
予言・大予言は、日本では五島勉の著作である『ノストラダムスの大予言』で一躍有名になった。以降はパロディ的な用法も含めて『○○（の）大予言』といった表題の著書は数多く刊行されているが、予言と大予言の境界についての明確な基準はない。

## 正当な的中例とは見なし得ない予言

### 事後予言
事後予言とは、ある出来事が起こった後から、事前に見通していたかのように捏造された予言のことである。上で述べた、曖昧な予言に事後の解釈を付け加えるものもこの一種とみなせる。言うまでもなく、事後予言は予言というよりも単なる詐術であり、米国の占い師の中には事後予言が露見して信用を失った者もいる。そのほか「アガスティアの葉」も事後予言に属する要素を含むと指摘されている。

### 自己成就予言
自己成就予言、もしくは予言の自己成就とは、予言をした者もしくはそれを受け止めた者が、予言の後でそれに沿った行動を取ることにより、的中するように導かれた予言のことである。ジェロラモ・カルダーノの最期や、ノストラダムス2世の最期と伝えられる逸話などが当てはまる。また、より身近な例として、星座占いや血液型性格分類、銀行の取り付け騒ぎも、示された結果を受け止めた者が（意識的にせよ、無意識的にせよ）それに沿った行動を取ることで、当たっていると錯覚しているケースのあることが指摘されており、これも一種の自己成就予言と言える。この語は、社会心理学の用語としても用いられる。

## 科学における予言
自然科学の領域においても、比喩的な意味で「予言」の語が用いられることはある。これは、ある仮説が正しいとした場合に、必ず存在するはずの未発見の物質や、未観測の現象を想定する時に用いられる。自然科学における「予言」は、仮説の妥当性を検証する上で重要な意味を持つ。ほぼ同じ意味で予想と言うこともある。
こうした自然科学での「予言」の例としては、メンデレーエフが元素周期表によって当時未発見だった元素の性質を予言したことや、ハリーがハレー彗星の回帰を予言したこと、ルヴェリエとアダムズが天王星の摂動から海王星の存在とその軌道を予言したこと、アインシュタインが一般相対性理論によって当時未確認だった重力レンズや重力波を予言したこと、ディラックによる陽電子の存在の予言などが挙げられる。日本人初となった湯川秀樹のノーベル賞受賞も、素粒子物理学における中間子の存在を予言したことが評価されてのものであった。
また社会科学の領域では、カール・マルクスの思想とマルクス主義においては「革命により共産主義社会が訪れる」と述べられ、これが「宗教的な予言である」として批判された。詳細はマルクス主義批判を参照。

## 主な予言者・予言書

### 予言者
ここでいう「予言者」は、超自然的な方法で未来を知覚するという意味での予言者と称している、あるいはそのようにみなされている人物である。また上記の定義の通り、アブラハムの宗教などにおける預言者はここには含めず、キリスト教における「聖母の出現」などの現象も対象外とする。
- アガスティヤ（インド）
- エピメニデス（ギリシア）
- エドガー・ケイシー （アメリカ）
- ジーン・ディクソン （アメリカ）
- ジョン・タイター（ウェブサイト上ではアメリカとされる）
- ジュセリーノ （ブラジル）
- ジョゼフ・マクモニーグル （アメリカ）
- キュプリアヌス・レオウィティウス（現在のチェコ）
- ロイヤル・クマリ （ネパール）
- ノストラダムス（フランス）
- ババ・ヴァンガ （ブルガリア）
- ピエール・ダイイ（フランス）
- フィオーレのヨアキム（イタリア）
- 高島嘉右衛門 （日本）
- 岡本天明 （日本）
- 出口王仁三郎 （日本）
- 藤田小女姫 （日本）
- 広瀬謙次郎 （日本）
- たつき諒 （日本）

### 動物
動物が直接予言するわけではないが、人間が何らかの操作と解釈をすることにより、特定の動物に予言を行わせることがある。
- パウル (タコ)（ドイツ、2008 - 2010年）

### 著者不明の予言書など
表示されている著者とは無関係の偽書であることを疑われているものも含む。
- メトディウスの予言書
- シビュラの託宣
- 全ての教皇に関する預言（教皇図）
- ミラビリス・リベル
- 聖マラキの予言
- マチュー・ランスベールの暦書
- マザー・シプトンの予言
- ホピ族の神話

日本
日本においては、未来記と呼ばれる予言の書のジャンルがあり、聖徳太子に仮託しているものもある。
- 野馬台詩

中国
- 童謡 (中国)
- 推背図
- 焼餅歌（中国語版）
- 緯書[12]

### その他
一般には予言と見なされていないが、予言的なメッセージが込められていると主張する論者があるもの。古典や伝説的な書物などを取り上げて、予言が含まれていると主張するのは、トンデモ本の手法の一つでもある。
- ギザの大ピラミッドの内部構造[13]
- マヤ文明の暦法
- 歌川広重の『東海道五十三次』[14][15]

## フィクションと予言

### 予言としてのフィクション
時として、フィクションの中で語られたことが、現実でも起こることがある。その要因は偶然の一致にすぎないものや、作者の緻密な分析の賜物であるものなど様々である。「予言的」な小説家としては、ハーバート・ジョージ・ウェルズの名がよく知られている。またこの中には、レオ・シラードがウェルズの作品に影響を受けて原子爆弾を実用化させたように、自己成就予言的なものも含まれている。
また、ストーリーの主要部分に「予言」が関わるフィクション作品もしばしば見られる。

### 予言が登場する主なフィクション作品
- ファウンデーションシリーズ - アイザック・アシモフのSF小説。数学的手法で未来を予言する「心理歴史学」がストーリーの鍵となる。
- 第四間氷期 - 安部公房のSF小説。
- ポストの中の明日 - 藤子・F・不二雄の漫画短編。同じ作者による予言をテーマとした短編は、他に「大予言」「アチタが見える」などがある。
- スター・ウォーズ エピソード3/シスの復讐
- 恐怖新聞 - つのだじろうの長編漫画作品。明日の出来事が書かれている新聞をモチーフとする。
- オインゴ・ボインゴの大冒険 - 荒木飛呂彦の作品。『ジョジョの奇妙な冒険』第3部に登場する要素のひとつ（予言書のスタンド）が単著となったもの。
- 20世紀少年
- DEATH NOTE